# Drejø
Drejø ist eine dänische Insel in der "Dänischen Südsee" südlich von Fünen. Die Insel bildet eine eigene Kirchspielsgemeinde (dän.: Sogn) Drejø Sogn, die bis zur dänischen Kommunalreform von 1970 zur Harde Sunds Herred im damaligen Svendborg Amt gehörte, danach zur Svendborg Kommune im damaligen Fyns Amt, die mit der Kommunalreform zum 1. Januar 2007 in der „neuen“ Svendborg Kommune in der Region Syddanmark aufgegangen ist.
Die Insel hat eine Fläche von 4,26 km² und 65 Bewohner (1. Januar 2023). An der Nordküste befindet sich ein unbefeuerter Anleger, an der Südküste ein Fähr- und Yachthafen. Von dort gibt es Fährverbindungen zur nordöstlichen Nachbarinsel Skarø und nach Svendborg auf Fünen.
Drejø gehört zum Verband dänischer Kleininseln.
Siehe auch: Liste dänischer Inseln